# Оклахома-Сити Блю
Оклахома-Сити Блю (англ. Oklahoma City Blue) — американский профессиональный баскетбольный клуб, выступающий в Западной конференции Джи-Лиги НБА. Являются фарм-клубом «Оклахомы-Сити Тандер» и играют с ними на одном и той же арене Пэйком-центр. Франшиза была основана под названием «Ашвилл Алтитьюд» в 2001 году, играя в Ашвилле (Северная Каролина) в течение четырёх сезонов. Они выиграли чемпионат Национальной баскетбольной лиги развития 2004 и 2005 годов, став первой (и пока единственной) командой, которая выиграла чемпионат дважды подряд. Из-за плохой посещаемости франшиза переехала в Талсу (Оклахома), и играла девять сезонов под названием «Талса Сиксти Сиксерс». Перед сезоном 2014/2015 франшиза переехала в Оклахому-Сити, став называться «Оклахома-Сити Блю». Одна из трёх команд, всё еще играющих с первого сезона лиги, они являются старейшим из оставшихся чемпионов Джи-Лиги НБА, игравших в лиге.

## История

### Ашвилл Алтитьюд (2001–2005)
Франшиза была основана в 2001 году, когда комиссар НБА Дэвид Стерн и заместитель комиссара Расс Граник сформировали Национальную баскетбольную лигу развития. Ашвилл (Северная Каролина) был выбран в одну из первых восьми франшиз. Франшиза наняла Джоуи Мейера и начала свой первый сезон 2001/2002.
В свой первый сезон «Алтитьюд» закончила с 26 победами и 30 поражениями, заняв шестое место в лиге. Центровой Пол Грант был выбран во вторую сборную звёзд лиги. «Алтитьюд» выиграла два чемпионата подряд в своих последних двух сезонах в Ашвилле (2003/2004 и 2004/2005). Несмотря на успех «Алтитьюд» на площадке, на арену почти никто не ходил, несмотря на вместимость в 5000 мест. В первые четыре сезона «Алтитьюд» в среднем собирал 788 болельщиков за игру и понёс убытки в размере не менее 100 000 долларов.
После сезона 2004/2005 президент команды Руди Бург объявил, что «Алтитьюд» был продан независимой группе владельцев и переедет до начала следующего сезона.

### Талса Сиксти Сиксерс (2005–2014)
Перед началом 2005/2006 лига объявила о расширении на Юго-Запад США, и Талса (Оклахома) была выбрана в качестве нового города для лиги. Первоначально планировалось, что лига будет владеть и управлять клубом независимо, однако компания Southwest Basketball управляемая владельцем Дэвидом Каном, выкупила «Алтитьюд» и перенесла франшизу в Талсу. Франшиза также была переименована и получила название «Талса Сиксти Сиксерс» в честь шоссе 66, которая проходит через город и штат Оклахома в целом. Начиная с 2005 года Национальная баскетбольная ассоциация объявила о системе привязанности клубом Лиги развития к командам НБА. В рамках этой системы «Сиксти Сиксерс» были напрямую аффилированы с «Чикаго Буллз», «Индиана Пэйсерс», «Милуоки Бакс» и «Нью-Орлеан Хорнетс». К началу сезона 2006/2007 сотрудничество с «Буллз» и «Индиана Пэйсерс» закончилось, но началось сотрудничество с «Нью-Йорк Никс». До переезда франшизы «Оклахома-Сити Тандер» из Сиэтла в Оклахома-Сити в 2008 году «Сиксти Сиксерс» были фарм-клубом для «Бакс», «Никс» и «Даллас Маверикс» в течение сезона 2007/2008.
1 августа 2008 года недавно переехавшая «Оклахома-Сити Тандер» согласилась купить «Сиксти Сиксерс» за 2,25 миллиона долларов, став всего лишь третьей франшизой НБА, владеющей командой Д-Лиги. По соглашению «Тандер» полностью контролировал бизнес и баскетбольные операции команды и «Талса» стала единственным фарм-клубом «Тандер».

### Оклахома-Сити Блю (2014–настоящее время)
Перед сезоном 2014/2015 владельцы объявили, что «Сиксти Сиксерс» переедут в Оклахома-Сити и будут играть в Конференц-центр Cox, находящемуся через дорогу от Чесапик Энерджи-арена, где играет «Оклахома-Сити Тандер». Фронт-офисы команд были объединены. С переездом команда была переименована из «Сиксти Сиксерс» в «Оклахома-Сити Блю». В сезоне 2016/2017 команда стала чемпионом регулярного сезона Западной конференции с 34 победами, что является рекордом франшизы.
В 2021 году Конференц-центр Cox был сдан в аренду кинокомпании, а арена была закрыта и переименована в Prairie Surf Studios. Затем в 2021 году «Блю» переехали на домашнюю арену своей родительской команды, Пэйком-центр (недавно переименованный из Чесапик Энерджи-арена).

### 2023–2024: Первое чемпионство в Оклахома-Сити
В сезоне 2023/2024 «Блю» завершили регулярный чемпионат с результатом 21–13 и впервые с сезона 2018/2019 вышли в плей-офф. Выйдя в плей-офф третьими сеяными, «Блю» победили «Рио-Гранде Вэллей Вайперс» в первом раунде в овертайме со счётом 126–125, благодаря победному броску Усмана Дьенга. Выйдя в полуфинал, «Блю» победили «Су-Фолс Скайфорс» со счётом 111–93, выиграв четвёртую четверть со счётом 34–18, и впервые с 2019 года вышли в финал конференции. Столкнувшись с первым номером посева «Стоктон Кингз», «Блю» в концу первой половины лидировали со счётом 58–45. Несмотря на попытку камбэка со стороны «Кингз» «Блю» выиграли со счётом 114–107 и вышли во второй в своей истории финал Джи-Лиги НБА с тех пор, как команда была известна как «Талса Сиксти Сиксерс». В серии из трёх матчей против «Мэн Селтикс» команды по очереди выиграли по одной домашней игре. В решающей третьей игре «Блю» выиграли свой первый чемпионат, победив «Селтикс» со счётом 117–100, выиграв свой первый чемпионат с тех пор, как франшиза уехала из Ашвилла. Усмана Дьенга был назван MVP финала Джи-Лиги НБА, набрав 25 очков, 6 подборов, 4 передачи и 2 блок-шота.

## Статистика сезонов
| Сезон                | Регулярный сезон | Регулярный сезон | Регулярный сезон | Регулярный сезон | Плей-офф | Плей-офф | Плей-офф | Плей-офф                              |
| Сезон                | В                | П                | В%               | Место            | В        | П        | В%       | Результат                             |
| -------------------- | ---------------- | ---------------- | ---------------- | ---------------- | -------- | -------- | -------- | ------------------------------------- |
| Ашвилл Алтитьюд      |                  |                  |                  |                  |          |          |          |                                       |
| 2001/2002            | 26               | 30               | 46,4%            | 6-е              | —        | —        | —        | —                                     |
| 2002/2003            | 23               | 27               | 46,0%            | 7-е              | —        | —        | —        | —                                     |
| 2003/2004            | 28               | 18               | 60,9%            | 1-е              | 2        | 0        | 100,0%   | Победа в чемпионате Д-Лиги            |
| 2004/2005            | 27               | 21               | 56,3%            | 2-е              | 2        | 0        | 100,0%   | Победа в чемпионате Д-Лиги            |
| Талса Сиксти Сиксерс |                  |                  |                  |                  |          |          |          |                                       |
| 2005/2006            | 24               | 24               | 50,0%            | 7-е              | —        | —        | —        | —                                     |
| 2006/2007            | 21               | 29               | 42,0%            | 4-е              | —        | —        | —        | —                                     |
| 2007/2008            | 26               | 24               | 52,0%            | 3-е              | —        | —        | —        | —                                     |
| 2008/2009            | 15               | 35               | 30,0%            | 5-е              | —        | —        | —        | —                                     |
| 2009/2010            | 27               | 23               | 54,0%            | 5-е              | 2        | 1        | 66,7%    | Поражение в финале Д-Лиги             |
| 2010/2011            | 33               | 17               | 66,0%            | 3-е              | 1        | 1        | 100,0%   | Поражение в полуфинале                |
| 2011/2012            | 23               | 27               | 46,0%            | 6-е              | —        | —        | —        | —                                     |
| 2012/2013            | 27               | 23               | 54,0%            | 3-е              | 1        | 1        | 50,0%    | Поражение в полуфинале                |
| 2013/2014            | 24               | 26               | 48,0%            | 5-е              | —        | —        | —        | —                                     |
| Оклахома-Сити Блю    |                  |                  |                  |                  |          |          |          |                                       |
| 2014/2015            | 28               | 22               | 56,0%            | 2-е              | 0        | 1        | 0,0%     | Поражение в первом раунде             |
| 2015/2016            | 19               | 31               | 38,0%            | 4-е              | —        | —        | —        | —                                     |
| 2016/2017            | 34               | 16               | 68,0%            | 1-е              | 1        | 1        | 50,0%    | Поражение в финале конференции        |
| 2017/2018            | 28               | 22               | 56,0%            | 1-е              | 0        | 1        | 0,0%     | Поражение в первом раунде             |
| 2018/2019            | 34               | 16               | 68,0%            | 1-е              | 1        | 1        | 50,0%    | Поражение в полуфинале                |
| 2019/2020            | 20               | 22               | 47,6%            | 3-е              | —        | —        | —        | Сезон отменён из-за пандемии COVID-19 |
| 2020/2021            | 8                | 7                | 53,3%            | 9-е              | —        | —        | —        | —                                     |
| 2021/2022            | 15               | 20               | 42,9%            | 10-е             | —        | —        | —        | —                                     |
| 2022/2023            | 13               | 19               | 40,6%            | 10-е             | —        | —        | —        | —                                     |
| 2023/2024            | 21               | 13               | 61,8%            | 3-е              | 5        | 1        | 83,3%    | Победа в чемпионате Джи-Лиги          |
| 2024/2025            | 18               | 16               | 52,9%            | 7-е              | —        | —        | —        | —                                     |

## Связь с клубами НБА

### Ашвилл Алтитьюд
- Нет

### Талса Сиксти Сиксерс
- Чикаго Буллз (2005–2006)
- Даллас Маверикс (2007–2008)
- Индиана Пэйсерс (2005–2006)
- Милуоки Бакс (2005–2008)
- Нью-Орлеан Хорнетс (2005–2007)
- Нью-Йорк Никс (2006–2008)
- Оклахома-Сити Тандер (2008–2014)

### Оклахома-Сити Блю
- Оклахома-Сити Тандер (2014–н. в.)